# NGC 7146
NGC 7146 est une galaxie spirale barrée (intermédiaire ?) relativement éloignée et située dans la constellation de Pégase. Sa vitesse par rapport au fond diffus cosmologique est de 8 400 ± 37 km/s, ce qui correspond à une distance de Hubble de 123,9 ± 8,7 Mpc (∼404 millions d'al). NGC 7146 a été découverte par l'astronome allemand Albert Marth en 1863.
Deux galaxies sont à proximité de NGC 7146 sur la sphère céleste. Les bases de données NASA/IPAC et Simbad ne contiennent aucune donnée pour PGC 1242839 (ou LEDA 1242839) sauf ses coordonnées,. L'autre galaxie, LEDA 1242733, est à une distance de Hubble égale à 221,96 ± 15,54 Mpc (∼724 millions d'al).